# Данилівська сільська рада (Березанський район)
Дани́лівська сільська́ ра́да — адміністративно-територіальна одиниця та орган місцевого самоврядування в Березанському районі Миколаївської області. Адміністративний центр — село Данилівка.

## Загальні відомості
- Територія ради: 1,52 км²
- Населення ради: 905 осіб (станом на 2001 рік)
- Територією ради протікає річка Тілігуло-Березанка.

## Населені пункти
Сільській раді були підпорядковані населені пункти:
- с. Данилівка
- с. Новоподілля
- с-ще Тронка

## Склад ради
Рада складалася з 12 депутатів та голови.
- Голова ради: Каражей Михайло Семенович
- Секретар ради: Коваль Тетяна Володимирівна

### Керівний склад попередніх скликань
| Прізвище, ім'я, по батькові | Основні відомості                                                                      | Дата обрання | Дата звільнення |
| --------------------------- | -------------------------------------------------------------------------------------- | ------------ | --------------- |
| Шпрайдун Любов Василівна    | Сільський голова, 1960 року народження, член Народної партії                           | 26.03.2006   | 31.10.2010      |
| Смук Любов Григорівна       | Сільський голова, 1966 року народження, освіта вища, член Партії регіонів              | 31.10.2010   | 22.01.2012      |
| Каражей Михайло Семенович   | Сільський голова, 1952 року народження, освіта вища, член Комуністичної партії України | 22.01.2012   |                 |

Примітка: таблиця складена за даними сайту Верховної Ради України

### Депутати
За результатами місцевих виборів 2010 року депутатами ради стали:

#### За суб'єктами висування
| Суб'єкт висування           | Кількість обраних депутатів | %    |
| --------------------------- | --------------------------- | ---- |
| Партія регіонів             | 7                           | 58,3 |
| Самовисування               | 3                           | 25   |
| Комуністична партія України | 2                           | 16,7 |

#### За округами
| № округу                    | Прізвище, ім'я, по батькові      | Дата визнання обраним | Освіта             | Партійна приналежність            | Відомості про обраного депутата                       |
| --------------------------- | -------------------------------- | --------------------- | ------------------ | --------------------------------- | ----------------------------------------------------- |
| Комуністична партія України |                                  |                       |                    |                                   |                                                       |
| 7                           | Плінський Григорій Вікторович    | 01.11.2010            | середня            | член Комуністичної партії України | тимчасово не працює                                   |
| 8                           | Шарнін Сергій Михайлович         | 01.11.2010            | вища               | член Комуністичної партії України | пенсіонер                                             |
| Партія регіонів             |                                  |                       |                    |                                   |                                                       |
| 1                           | Кузнєцова Руслана Володимирівна  | 01.11.2010            | вища               | член Партії регіонів              | Данилів ська сільська бібліотека, бібліотекар         |
| 3                           | Расковалов Олександр Миколайович | 01.11.2010            | середня            | член Партії регіонів              | КомунальнеПідприємство «Далівське», директор          |
| 4                           | Кандилюк Тетяна Миколаївна       | 01.11.2010            | середня спеціальна | член Партії регіонів              | Данилівська сільська рада, соц.працівник              |
| 6                           | Коваль Тетяна Володимирівна      | 01.11.2010            | вища               | член Партії регіонів              | Данилівська сільська рада, головний бухгалтер         |
| 10                          | Кулєба Євгенія Петрівна          | 01.11.2010            | середня спеціальна | член Партії регіонів              | тимчасово не працює                                   |
| 11                          | Силенко Віктор Олександрович     | 01.11.2010            | середня            | член Партії регіонів              | Тронківська загальноосвітня школа, кочегар            |
| 12                          | Кравець Юрій Анатолійович        | 01.11.2010            | середня спеціальна | член Партії регіонів              | приватний підприємець «Кравець», водій                |
| Самовисування               |                                  |                       |                    |                                   |                                                       |
| 2                           | Чеботарьова Анастасія Сергіївна  | 01.11.2010            | незакінчена вища   | позапартійна                      | Данилівська сільська рада, бухгалтер                  |
| 5                           | Ценько Василь Петрович           | 01.11.2010            | середня спеціальна | позапартійний                     | тимчасово не працює                                   |
| 9                           | Данілов Юрій Андрійович          | 01.11.2010            | середня спеціальна | позапартійний                     | Державне підприємство «Таврійський», завідувач складу |